# نشان ملی آلبانی
نشان ملی جمهوری آلبانی که در سال ۱۹۹۲ میلادی به عنوان نشان رسمی این کشور انتخاب شد. این نشان و پرچم رسمی این کشور به شدت تاثیر گرفته از پرچم اسکندربیگ است به نوعی پرچم آلبانی همان پرچم اسکندربیگ و نشان این کشور هم همان پرچم این کشور است به علاوه تصویر نیمرخ کلاه خود اسکندربیگ. اسکندربیگ قهرمان آلبانیایی است که در کودکی اسلام آورد و در دربار سلطان مراد دوم تربیت شد. سلطان بعدها او را به دلیل شجاعت و شایستگی‌های نظامی، به مقام بیگ رسانید و فرماندهی قشون نظامی را بدو سپرد ولی وقتی اسکندربیگ به آلبانی بازگشت  دوباره به مسیحیت گروید و نام گیرگی کاستریوتی را برگزیداسکندربیگ به مدت ۲۵ سال علیه عثمانی جنگید. هدف او، آزادسازی آلبانی بود. بسیاری از روشنفکران مسیحی یا روشنفکران مسلمان لاییک، با هدف ایجاد جامعه‌ای متمایز با جامعه عثمانی آلبانی، توجه زیادی به قهرمانان و شخصیت‌های مسیحی کردند. ضدیت با عثمانی به عنوان بیگانگان و متجاوزان، به طرح ادبیات ضد دینی یا مسیحیایی منجر شد. دولت کمونیستی آلبانی نیز در سال ۱۹۶۸، اسکندربیگ را قهرمان ملی اعلام کرد.

نشان رسمی جمهوری سوسیالیستی خلق آلبانی
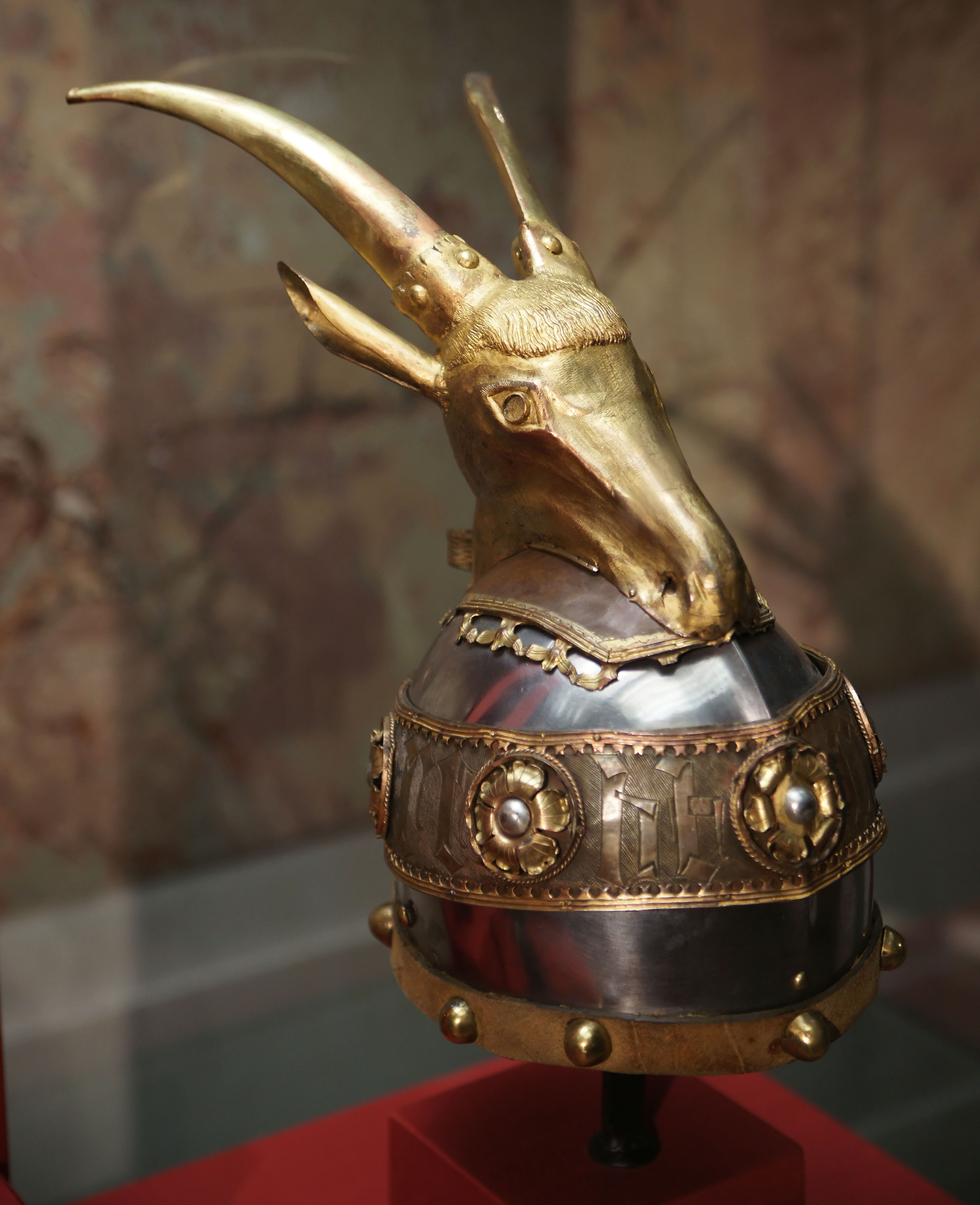
کلاه خود اسکندربیگ